# Saison 2017-2018 du Valenciennes FC
Maillots
Chronologie
Saison précédente Saison suivante
Après une quatorzième place obtenue l'année précédente, la saison 2017-2018 du Valenciennes FC est la quatrième consécutive en Ligue 2.

## Avant-saison
La reprise de l'entraînement est fixée le 19 juin au Mont-Houy.
Un premier match amical est programmé le 30 juin face à Chambly (0-0). Il précède un stage à San Pedro del Pinatar du 2 au 14 juillet au cours duquel les hennuyers affrontent les Écossais de Ross County (victoire 2-1), puis les Anglais de Coventry (victoire 3-2).
Au retour de stage, deux autres rencontres amicales sont prévues le 15 juillet à Boulogne-sur-Mer (victoire 0-1), et le 21 juillet contre Reims (0-0). L'équipe termine sa préparation en étant invaincue.
| Date                     | Adversaire     | Lieu                  | Score | Buteurs pour Valenciennes            | Buteurs adverses                   |
| ------------------------ | -------------- | --------------------- | ----- | ------------------------------------ | ---------------------------------- |
| Vendredi 30 juin 2017    | FC Chambly     | Saint-Amand-les-Eaux  | 0-0   | -                                    | -                                  |
| Jeudi 6 juillet 2017     | Ross County    | San Pedro del Pinatar | 2-1   | Mothiba 38e, Ndao 65e                | Schalk 35e                         |
| Mardi 11 juillet 2017    | Coventry City  | San Pedro del Pinatar | 3-2   | Ambri 6e, Hyam 74e (csc), Nestor 80e | McNulty 39e (pen.), Ponticelli 65e |
| Samedi 15 juillet 2017   | US Boulogne CO | Boulogne-sur-Mer      | 0-1   | Thiago 28e                           | -                                  |
| Vendredi 21 juillet 2017 | Stade de Reims | Dutemple              | 0-0   | -                                    | -                                  |

### Transferts

#### Mercato d'été
Plusieurs joueurs se trouvent en fins de contrats à l'issue de la saison 2016-2017, et quittent le club sans indemnités de transferts : Kyle Duncan, Abdoul Aziz Kaboré (rejoint Boulogne), Edouard Butin (Brest) et Saliou Ciss (Angers).
Le 9 juin 2017, Adrien Tameze quitte Valenciennes et rejoint l'OGC Nice contre 800 000 euros. Le même jour, le club engage Medhy Guezoui, meilleur joueur de National la saison précédente, qui arrive libre de Quevilly-Rouen et qui s'engage pour deux saisons. Le lendemain, Laurent Dos Santos signe pour trois saisons, en provenance de Strasbourg.
Le 14 juin, le club annonce l'engagement de Johann Ramaré qui signe pour deux saisons. Il évoluait précédemment à Sochaux d'où il arrive libre.
Après six mois déjà passés dans le Hainaut, Lebo Mothiba est à nouveau prêté par Lille le 16 juin. Le même jour, le club présente Jordan Pierre-Charles qui arrive de l'AC Ajaccio.
Le 22 juin, le club perd Moussa Niakhaté qui s'engage au FC Metz mais accueille Tony Mauricio en provenance de l'US Boulogne.
Le 27 juin, le joueur d'Avranches Chérif Quenum signe pour trois saisons.
Le 30 juin, Gwenn Foulon signe son premier contrat professionnel.
Le 3 juillet, Nuno Da Costa quitte le club pour rejoindre Strasbourg. Trois jours plus tard, c'est Angelo Fulgini qui quitte le Hainaut et part à Angers contre 1,4 M€.
Dans le sens des arrivées, le brésilien Thiago Xavier arrive de Troyes le 8 juillet.
Le 15 juillet, le club enregistre le retour de Baptiste Aloé qui a été libéré par l'Olympique de Marseille, après avoir été prêté à Valenciennes lors des deux saisons précédentes.
Le 17 juillet, Saliou Ciss, l'un des meilleurs joueurs de la saison précédente, rejoint Angers. Il était libre.
Le 26 juillet, Lossémy Karaboué revient en France après une expérience en Grèce. Il s'engage avec Valenciennes pour une saison.
Le 31 août, dernier jour du mercato, Andy Faustin quitte Valenciennes et s'engage à Zulte Waregem.
Le 2 septembre, le club enregistre la signature de Lenny Nangis qui était libre depuis deux jours, après la résiliation de son contrat avec Lille.
Le 13 novembre, Julien Masson signe son premier contrat professionnel. Il est imité le 30 novembre par Sikou Niakaté, qui s'engage aussi jusqu'en 2021.

#### Mercato d'hiver
Le 2 janvier 2018, le club annonce les arrivées de Saliou Ciss (de retour à Valenciennes) et de Mehdi Tahrat. Les deux joueurs sont prêtés par Angers.
Le 7 janvier, six mois après son arrivée, Jordan Pierre-Charles quitte déjà le club et rejoint Bourg-en-Bresse. Il explique son départ par un manque de temps de jeu, à la suite du changement d'entraineur.
Durant cette période de mercato, le voisin lillois (interdit de recrutement) envisage de faire revenir certains de ses joueurs prêtés. Reginald Ray s'oppose alors fermement à un retour de Lebo Mothiba. À la veille de la clôture du mercato, Lille revient à la charge auprès du joueur et lui propose de passer son salaire de 6.000€ à 40.000€ tout en le prolongeant jusqu'en 2021. Cette manœuvre perturbe la préparation d'un déplacement à Niort, auquel le joueur ne participe pas. Finalement, le joueur retournera à Lille dans les dernières heures du 31 janvier, contre une compensation de 1M€ versée à Valenciennes.
Le 22 janvier, Lamine Ndao rejoint Quevilly-Rouen. Quelques jours après son départ, il explique l'attitude étrange de son ancien club au moment de la résiliation de son contrat.
Le 27 janvier, Gaëtan Robail est prêté par le Paris Saint-Germain jusqu'à la fin de la saison.
Le 30 janvier, c'est Jordan Tell qui rejoint le club sous la forme d'un prêt du Stade rennais.
Le 31 janvier, Sloan Privat est libéré par Guingamp et rejoint Valenciennes.

## Compétitions

### Ligue 2
Valenciennes débute en championnat le 28 juillet 2017, avec la réception du Gazélec Ajaccio. Après l'ouverture du score des visiteurs, Medhy Guezoui égalise pour sa nouvelle équipe et permet d'obtenir le point du match nul (1-1).
Lors de la seconde journée, le club obtient sa première victoire en s'imposant à Châteauroux (0-1), grâce à un but de Mothiba juste après la pause, sur un centre de Mauricio.
Tenus en échec par Clermont (0-0), les Valenciennois restent invaincus lors de la troisième journée. La première défaite survient lors de la quatrième journée et un déplacement au Havre (1-0), alors leader du championnat. 
Pour la cinquième journée, qui précède une trêve internationale, les Chamois niortais se déplacent dans le Hainaut où ils sont surpris par trois buts marqués en six minutes (Dos Santos 27e, Mothiba 33e et Roudet 34e). Le capitaine Valenciennois réussit même un doublé en second période et VA l'emporte facilement (4-1).
Après la trêve internationale, Valenciennes est sévèrement battu par l'AS Nancy-Lorraine (3-0), après avoir pourtant tenu le nul pendant soixante-dix minutes.
Le derby contre Lens arrive lors de la septième journée. Avant la rencontre, les esprits s'échauffent entre les entraineurs des deux équipes. Faruk Hadžibegić remportera la bataille tactique face à Éric Sikora. En effet, après vingt-sept ans sans victoire sur son terrain face au rival "Sang et Or", Baptiste Aloé a offert une précieuse victoire (1-0) qui enfonce le rival à la dernière place du classement. Après sept défaites lensoises en autant de matchs depuis le début de saison, leurs supporters causent alors quelques dégâts en ville.
Cette victoire de prestige est sans lendemain immédiat, puisque deux défaites s'enchaineront la semaine suivante ; d'abord le mardi à Ajaccio (3-0), puis à domicile le vendredi contre Auxerre (0-2).
Le 29 septembre, quelques jours après l'éviction de l'entraineur Faruk Hadžibegić, une équipe emmenée par son adjoint Nicolas Rabuel va s'imposer à Orléans (3-4), grâce à un triplé de Lebo Mothiba, après avoir été menée 3-1. Au retour de la trêve internationale, le 13 octobre, l'équipe est encore dirigée par l'entraineur par intérim et s'impose contre la lanterne rouge tourangine (2-0). Au lendemain de cette victoire, le club annonce la prise de fonctions de Réginald Ray.
Pour son premier match, face à l'équipe qu'il entrainait lors de la saison précédente, Réginald Ray et ses joueurs sont vaincus à Charléty par le Paris FC (3-2). Pour la treizième journée le 28 octobre face à Nîmes Olympique, le nouvel entraineur enchaine une troisième défaite (en comptant celle en Coupe de la Ligue), en autant de rencontre (1-2).
Le 3 novembre, avant la trêve internationale, Brest vient obtenir un nul (0-0) au stade du Hainaut. Les équipiers de Baptiste Aloé (expulsé) peuvent regretter beaucoup d'occasions manquées.
Le 17 novembre, Valenciennes s'impose à Bourg-en-Bresse (1-3). C'est le premier succès en championnat pour Réginald Ray. Il enchaine le 24 novembre avec une victoire pleine de panache contre Lorient (4-2). Quatre jours plus tard, l'équipe est battue à Bonal par Sochaux qui était à égalité de points avant la rencontre.
Le 8 décembre, face à une pâle équipe de Quevilly-Rouen, les Valenciennois concèdent le nul à domicile (1-1) et ratent une occasion d'entrer dans la première moitié du classement. 
Le 15 décembre, à la veille d'un déplacement chez le leader Rémois, l'entraineur réclame plus de rigueur de la part de ses joueurs. Ses joueurs ouvriront le score à Delaune, mais seront rapidement rattrapés, avant d'être lourdement battus (5-1). Valenciennes se classe douzième à la trêve hivernale, avec 25 points.
Lors du match de reprise le 12 janvier 2018, Châteauroux vient s'imposer à Valenciennes (1-2). Quatre jours plus tard, Clermont inflige une nouvelle défaite (3-0) au stade Gabriel-Montpied. Il s'agit du cinquième match consécutif sans victoire.
Le 19 janvier, un but rapide de Mauricio donne l'avantage à Valenciennes face au Havre, mais Mateta égalise finalement pour l'équipe adverse, à vingt minutes du terme de la rencontre (1-1).
Le 26 janvier, Valenciennes met fin à une série de deux mois sans victoire et s'impose à Niort (1-2). Une semaine plus tard, le 2 février, l'AS Nancy-Lorraine vient battre une pâle équipe de Valenciennes (0-1 au Hainaut). Cette nouvelle défaite provoque la colère de Réginald Ray. À la suite de ce revers, le club publie un communiqué pour présenter ses excuses à la suite de la prestation « indigne » de l'équipe.
Le 10 février 2018 Valenciennes se déplace à Bollaert-Delelis pour un derby du bassin minier. Juste avant la mi-temps, la recrue Sloan Privat ouvre la marque pour VA. Son équipe défend son avantage durant la seconde période, mais Lens finit par arracher le nul au bout du temps additionnel (1-1).
Le 16 février, Tell et Roudet marquent et offrent une victoire en marquant contre Ajaccio (2-0).
Le 23 février, Valenciennes s'incline dans l'Yonne face à Auxerre (2-0). Une semaine plus tard, le 2 mars, Orléans vient s'imposer dans le Hainaut sur un but de l'ancien Valenciennois Anthony Le Tallec (0-1).
Le 9 mars, la rencontre à Tours est reportée, à la suite du décès d'un jeune joueur de l'équipe adverse.
Le 16 mars, VA enchaine une troisième défaite de rang, lors d'un match perdu à domicile contre le Paris FC (2-4). La rencontre est marquée par l'expulsion de deux joueurs dans chaque équipe.
Lors de la 31e journée, Valenciennes s'incline aux Costières (1-0), face à des Nimois qui jouent la montée en Ligue 1.
Le 3 avril, Sloan Privat et Steve Ambri marquent lors du match en retard face à Tours, et permettent à leur équipe de l'emporter au stade de la Vallée du Cher (1-2).
Trois jours plus tard, les valenciennois enchainent un troisième déplacement consécutif et s'inclinent à Brest (3-1).
Le 13 avril 2018, à cinq journées de la fin du championnat, Valenciennes reçoit Bourg-en-Bresse qui lutte pour son maintien, cinq points derrière "VA". Robail et Mauricion marque tour à tour, mais les rouge et blanc sont systématiquement rattrapés par les Bressans. En fin de rencontre les adversaires manquent de l'emporter, mais Perquis détourne un penalty (2-2).
La semaine suivante, Robail offre à ses coéquipiers le but d'une victoire précieuse à Lorient (0-1). Quatre jours plus tard, le maintien se rapproche avec un nul à domicile contre Sochaux (2-2). Il est finalement validé trois jours après, à deux journées de la fin du championnat, à la suite d'un nouveau nul contre Quevilly-Rouen (2-2).
Le 4 mai, le champion Rémois vient s'imposer au Hainaut (1-3). La semaine suivante, lors de l'ultime journée, Valenciennes achève sa saison à la treizième place après une victoire à Ajaccio (3-4).

#### Évolution du classement et des résultats
| Journée  | 1 | 2 | 3 | 4  | 5 | 6  | 7  | 8  | 9  | 10 | 11 | 12 | 13 | 14 | 15 | 16 | 17 | 18 | 19 | 20 | 21 | 22 | 23 | 24 | 25 | 26 | 27 | 28 | 30 | 31 | 29 | 32 | 33 | 34 | 35 | 36 | 37 | 38 | Journées en tête | Journées promu | Journées barragiste de promotion | Journées barragiste de relégation | Journées relégable |
| -------- | - | - | - | -- | - | -- | -- | -- | -- | -- | -- | -- | -- | -- | -- | -- | -- | -- | -- | -- | -- | -- | -- | -- | -- | -- | -- | -- | -- | -- | -- | -- | -- | -- | -- | -- | -- | -- | ---------------- | -------------- | -------------------------------- | --------------------------------- | ------------------ |
| Rang     | 9 | 6 | 7 | 10 | 7 | 12 | 10 | 11 | 14 | 11 | 9  | 10 | 13 | 14 | 11 | 9  | 11 | 12 | 12 | 12 | 12 | 14 | 12 | 15 | 13 | 13 | 13 | 13 | 14 | 15 | 13 | 14 | 14 | 13 | 14 | 13 | 13 | 13 | 0                | 0              | 0                                | 0                                 | 0                  |
| Résultat | N | G | N | D  | G | D  | G  | D  | D  | G  | G  | D  | D  | N  | G  | G  | D  | N  | D  | D  | D  | N  | G  | D  | N  | G  | D  | D  | D  | D  | G  | D  | N  | G  | N  | N  | D  | G  | —                | —              | —                                | —                                 | —                  |

### Coupe de France
Valenciennes entre dans la compétition le 11 novembre 2017 et s'impose 0-2 chez le FC Agglo Troyenne. Il s'agit de la première victoire pour le nouvel entraineur Réginald Ray.
Le 2 décembre, VA s'impose 0-3 sur le terrain d'Évreux (National 3) grâce à des buts de Diarra, Mauricio et Nangis.
Pour le 32e de finale, ils héritent de l'Olympique de Marseille qui s'impose 1-0 après prolongations.

### Coupe de la Ligue
Le VAFC entre en lice le 8 août, pour le premier tour, avec la réception de Sochaux. En ce début de saison, et devant un maigre public (4 456 spectateurs), l'équipe légèrement remaniée s'impose facilement (3-1).
Pour le second tour, Valenciennes reçoit le Stade de Reims. Réduits rapidement à dix, les Champenois sont battus sèchement (3-0).
En seizièmes de finale, l'équipe désormais emmenée par Réginald Ray se déplace au stade Mauroy pour un derby face au LOSC Lille. Le match est indécis et Lebo Mothiba arrache l'égalisation sur penalty, dans les arrêts de jeu (2-2). Les "Dogues" de Marcelo Bielsa s'imposent finalement aux tirs au but (5-4).

## Joueurs et encadrement technique

### Encadrement technique
L'équipe première est entraînée par Faruk Hadžibegić. Rudy Mater rejoint l'encadrement technique en qualité d'adjoint. Karim Boukrouh devient le nouvel entraîneur des gardiens et remplace David Klein.
Lundi 25 septembre, l'Équipe annonce que Valenciennes limoge son entraineur Faruk Hadžibegić. Il est pourtant toujours présent le lendemain pour diriger ses joueurs. Le 27 septembre, on apprend que l'entraineur est suspendu de ses fonctions pour "fait graves" et suppléé par Nicolas Rabuel, son adjoint.
Le 14 octobre, après des rumeurs avançant l'arrivée de Pablo Correa, c'est le nom de Réginald Ray qui est annoncé pour diriger l'équipe première.

### Statistiques individuelles

#### Classement des buteurs
Ce tableau regroupe l'ensemble des buteurs du VAFC en Ligue 2.
| Pl. | Buteur             | Buts |
| --- | ------------------ | ---- |
| 1   | Lebo Mothiba       | 8    |
| 1   | Sébastien Roudet   | 8    |
| 3   | Gaëtan Robail      | 7    |
| 4   | Tony Mauricio      | 6    |
| 5   | Medhy Guezoui      | 3    |
| 5   | Sloan Privat       | 3    |
| 7   | Steve Ambri        | 2    |
| 7   | Saliou Ciss        | 2    |
| 7   | Lossémy Karaboué   | 2    |
| 10  | Baptiste Aloé      | 1    |
| 10  | Elhadj Dabo        | 1    |
| 10  | Laurent Dos Santos | 1    |
| 10  | Julien Masson      | 1    |
| 10  | Mehdi Tahrat       | 1    |
| 10  | Jordan Tell        | 1    |

#### Classement des passeurs décisifs
Ce tableau regroupe l'ensemble des passeurs décisifs du VAFC en Ligue 2.
| Pl. | Passeur            | Passes |
| --- | ------------------ | ------ |
| 1   | Sébastien Roudet   | 7      |
| 2   | Laurent Dos Santos | 4      |
| 2   | Lenny Nangis       | 4      |
| 4   | Sigamary Diarra    | 3      |
| 4   | Medhy Guezoui      | 3      |
| 4   | Lossémy Karaboué   | 3      |
| 7   | Julien Masson      | 2      |
| 7   | Loris Néry         | 2      |
| 7   | Johann Ramaré      | 2      |
| 7   | Gaëtan Robail      | 2      |
| 11  | Steve Ambri        | 1      |
| 11  | Saliou Ciss        | 1      |
| 11  | Tony Mauricio      | 1      |
| 11  | Lebo Mothiba       | 1      |
| 11  | Sloan Privat       | 1      |

#### Fair-play
Au cours de la saison, Valenciennes a reçu 5 cartons rouges et 63 cartons jaunes.
Baptiste Aloé a reçu quatre cartons rouges et trois jaunes à lui seul.
Le club a terminé 9e au classement général du fair-play.

### Récompenses et distinctions
Le club fait voter ses supporters pour désigner un joueur du mois parmi l'effectif du VAFC. Depuis mars 2017, cette récompense est sponsorisée par les "Ateliers Foslin".
Medhy Guezoui est récompensé en août, Lebo Mothiba en septembre, Tony Mauricio en octobre, Sébastien Roudet en novembre, Julien Masson en décembre et mars, Damien Perquis en  janvier, Mehdi Tahrat en février, et Gaëtan Robail en   avril et mai.

## Aspects juridiques et économiques

### Structure juridique et organigramme
Depuis 2004, le club est une SASP. Le président est Eddy Zdziech. Pierre Wantiez est directeur général adjoint.
Après avoir été écarté de l'appel d'offres pour exploiter le stade du Hainaut, le club loue désormais l'équipement directement auprès de Valenciennes Métropole.

### Éléments comptables
Après plusieurs années délicates, le club entame le dernier exercice pour rembourser sa dette de 2014. Pour cette nouvelle saison, le club passe plus facilement le cap de la DNCG, en proposant un plafond de masse salariale situé entre 2,5 et 2,7 M€. À la suite de l'audience du 22 juin 2017, le budget de la saison est validé dans sa globalité, mais avec un encadrement de la masse salariale et des indemnités de mutations. Les nombreux départs de joueurs ont également contribué à renflouer les caisses du club.
Le 27 juin 2017, le club annonce l'arrivée d'un nouvel actionnaire, avec l'entrée du Groupe Partouche au capital du club pour 1,5 M€. Cet accord s'accompagne d'un sponsoring maillot à hauteur de 150 000 € par saison.
Le 26 juillet 2017, la société Dupont Restauration saisit la justice pour réclamer un impayé de près de 400 000 €.
Le 27 octobre 2017, le club est condamné en appel à verser plus de 300 000 € à trois de ses anciens salariés qui avaient été licenciés en fin d'année 2014, parmi lesquels, le fils de l'ancien président : Arnaud Legrand.
Le 16 novembre 2017, Valenciennes est placé sous contrôle fiscal du fait d'arriérés de paiement de la taxe professionnelle.
Le 25 novembre 2017, la brigade financière ouvre une enquête pour soupçon d'emploi fictif et d'abus de bien social. La procédure s'intéresse au contrat de travail qui avait été signé avec Nuno Da Costa (transféré depuis à Strasbourg) et aux bénéfices tirés par l'entreprise TSR (dirigée par le fils du Président Zdziech) dans le cadre d'un partenariat non-conventionné avec le club.
Le 30 novembre 2017, la chambre d'appel sociale de Douai rend son délibéré dans l'affaire opposant le club à son ancien entraineur Bernard Casoni. Le tribunal d'appel lui octroie 364 000 € pour rupture abusive de son contrat.

### Équipementiers et sponsors
Le VAFC est partenaire de Kipsta pour encore deux ans. Les maillots sont dévoilés le 26 juillet 2017, juste avant la reprise du championnat. Le maillot domicile est classique, avec le traditionnel scapulaire. La tenue extérieure blanche présente un motif en écailles qui n'est pas sans rappeler la version 2011-2012, inspirée du design du stade du Hainaut. Le troisième maillot dans les tons bleus a la particularité d'avoir été dessiné et choisi par les supporters.
À la suite de l'entrée du Groupe Partouche au capital du club, les maillots affichent "Pasino de Saint-Amand" comme nouveau sponsor.

## Popularité du club

### Affluence au stade du Hainaut
Afin d'améliorer la qualité du jeu, mais aussi pour disposer d'un terrain plus résistant, l'exploitant du stade a installé une nouvelle pelouse hybride durant l'intersaison.
Le lundi 26 juin, le club lance sa nouvelle campagne d'abonnement, avec le slogan "Vous aussi, entrez dans le jeu". Après deux ans de stabilité, les tarifs augmentent légèrement de 5 € à 50 € selon les secteurs du stade. Cette hausse doit compenser le manque à gagner lié à la taxe sur les spectacles, entrée en vigueur deux ans auparavant.
Durant le mois de janvier 2018, le club renoue avec la tradition abandonnée de présenter des voeux à ses supporters.
Avec 8 270 spectateurs de moyenne, pour une capacité commerciale de 16 418 places, l'affluence au stade du Hainaut classe le club à la 6e rang place du championnat. 157 296 spectateurs se seront rendus au stade du Hainaut au cours de la saison 2017-2018, soit 7 100 de plus que l'année précédente. La meilleure affluence est enregistrée lors de la 7e journée avec la venue de Lens (15 182 spectateurs). Hormis pour cette rencontre, l'affluence dépassera quatre fois la barre des 10 000 spectateurs (11 180 lors de la 9e journée contre Auxerre, 11 079 lors de la 33e journée contre Bourg-Péronnas, 12 278 lors de la 35e journée contre Sochaux et 11 013 lors de la 37e journée contre Reims).
Le club se classe 11e rang au classement des tribunes et 6e rang au classement des pelouses (gérée par Valenciennes Métropole).

### Retransmission télévisée
La Ligue 2 est retransmise en multiplex par beIN Sports lors des rencontres du vendredi soir, beIN Sports 1 lors des matchs phares du samedi après-midi et Canal+ pour l'affiche du lundi soir.
En septembre 2017, les retransmissions de Valenciennes créent une polémique chez les supporters qui estiment que le service n'est pas correctement rendu.

## Équipe réserve
L'équipe réserve évolue en Régionale 1 en 2017-2018 (ex-division d'honneur). Elle est désormais entrainée par Christophe Delmotte, qui remplace Franck Triqueneaux.
L'ancien entraineur de la réserve retrouve les U19 nationaux à la place de Philippe Cuervo).
Olivier Bijotat conserve les U17 Nationaux, et prend la direction du centre de formation à la place de Frédéric Zago, qui a été remercié.

## Section féminine
Une section féminine nouvellement créée et entrainée par Simon Raux et Sébastien Deparis débute en R2 (quatrième division). Le 20 octobre 2017, les joueuses ont l'occasion d'assister à Valenciennes au match international féminin entre la France et l'Angleterre.